# Кыстатыам
Кыстатыам (якут. Кыстатыам) — село в Жиганском национальном эвенкийском районе Якутии России. Административный центр и единственный населённый пункт эвенкийское муниципального образования «Кыстатыам». Население — 408 чел. (2021) .

## География
Село расположено на севере региона, на Центральноякутской низменности, по берегу реки Кыстатыамка, вблизи её впадения в р. Лену.
Расстояние до улусного центра — села Жиганск — 62 км.
уличная сеть
ул. Корнилова, ул. Корякина, ул. Набережная, ул. Слепцова, ул. Шемякова, ул. Южная

## История
Согласно Закону Республики Саха (Якутия) от 30 ноября 2004 года N 173-З N 353-III село возглавило образованное эвенкийское муниципальное образование «Кыстатыам».

## Население
| 2002 | 2010 | 2011 | 2012 | 2013 | 2014 | 2015 | 2016 | 2017 | 2018 | 2019 |
| ---- | ---- | ---- | ---- | ---- | ---- | ---- | ---- | ---- | ---- | ---- |
| 453  | ↘397 | →397 | ↘389 | ↗393 | ↘390 | ↗395 | ↗406 | ↘405 | →405 | ↘399 |
| 2020 | 2021 |      |      |      |      |      |      |      |      |      |
| ↘394 | ↗408 |      |      |      |      |      |      |      |      |      |

Национальный состав
Большинство жителей эвенки. Согласно результатам переписи 2002 года, в национальной структуре населения эвенки — 85 %.

## Инфраструктура
МБОУ «Кыстатыамская Малокомплектная Средняя Общеобразовательная школа»
Центральная усадьба совхоза «Кыстатыамский» (молочное скотоводство, мясное табунное коневодство).

## Транспорт
Водный транспорт, зимой — зимник.